# Banisteriopsis
Banisteriopsis là một chi thực vật có hoa trong họ Malpighiaceae.

## Hình ảnh

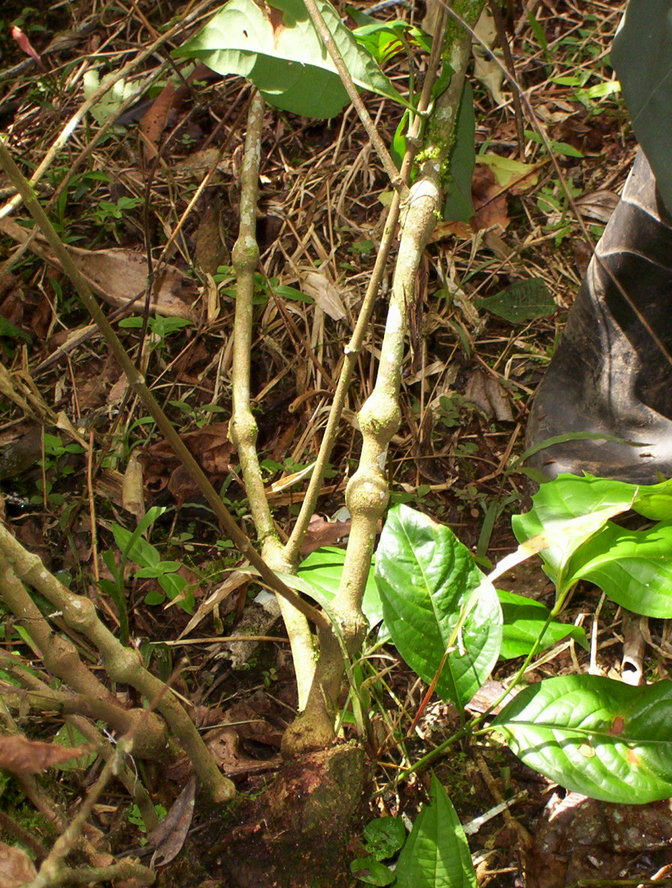
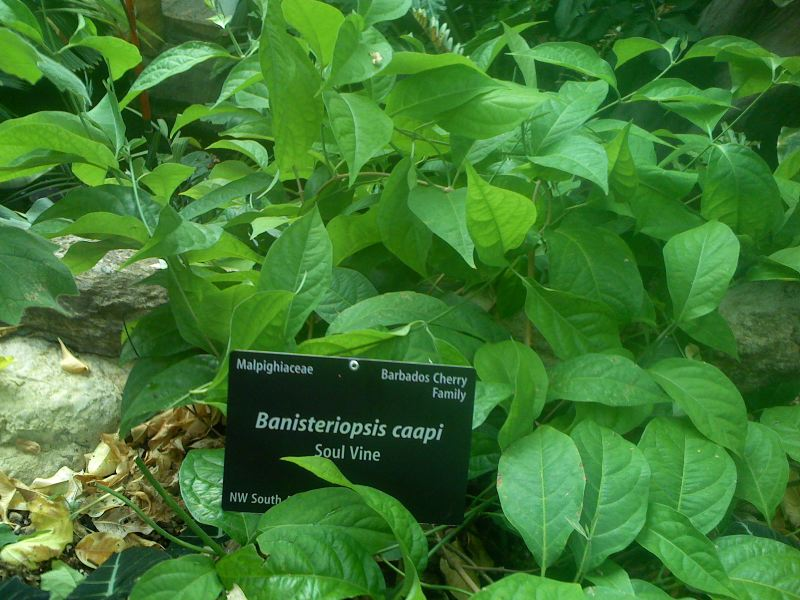
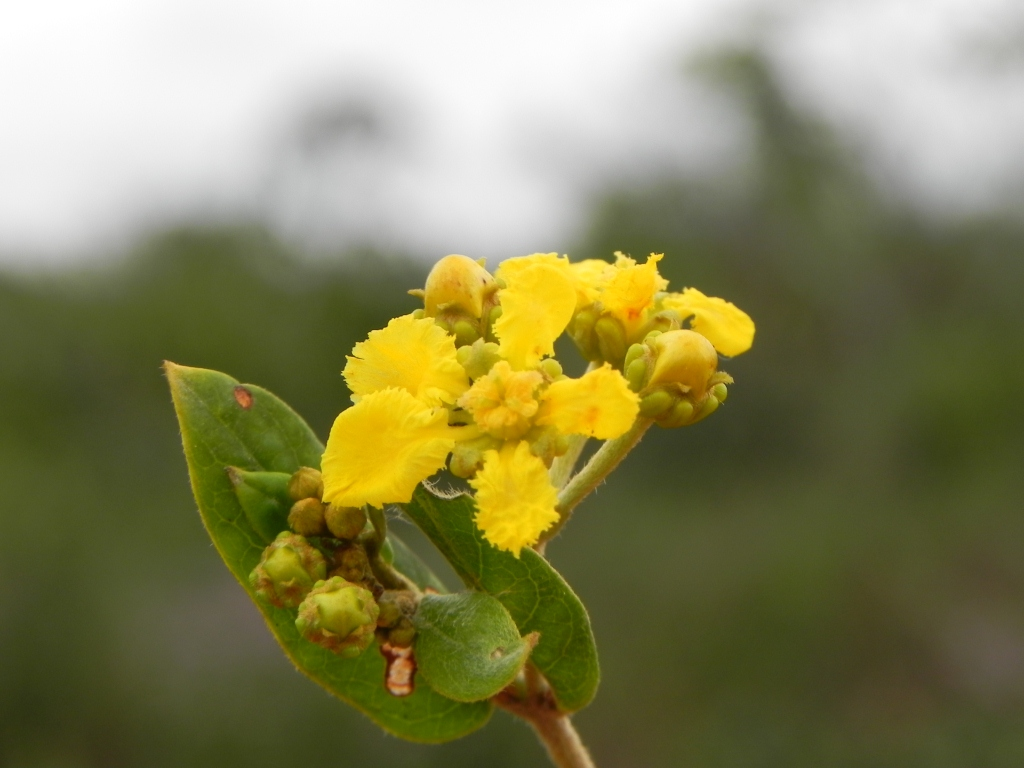
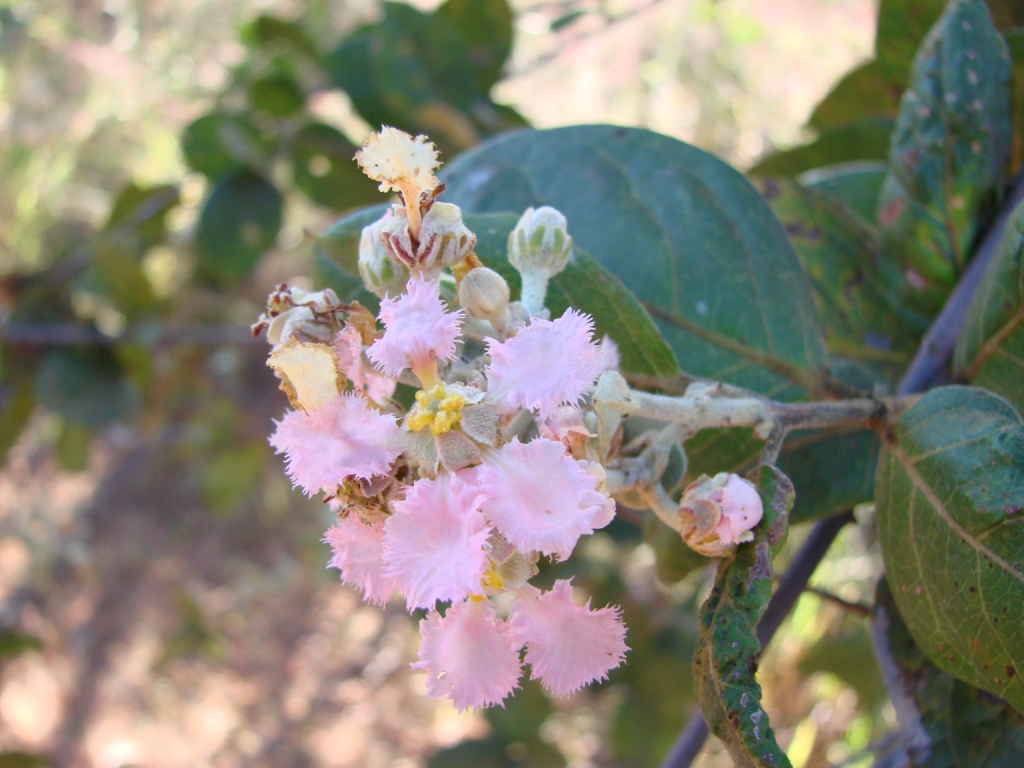

## Loài
Chi Banisteriopsis gồm các loài: